# Disfear
Disfear ist eine schwedische D-Beat-Band aus Nyköping, die im Jahr 1989 unter dem Namen Anti-Bofors gegründet wurde, sich 1993 auflöste und 1994 wieder zusammenfand.

## Geschichte
Die Band wurde unter dem Namen Anti-Bofors im Jahr 1989 gegründet und bestand aus Gitarrist Björn Pettersson, Bassist Henke Frykman, sowie jeweils einen namentlich nicht bekannten Schlagzeuger bzw. Sänger. Unter dem Namen Anti-Bofors veröffentlichte die Band eine EP. Kurze Zeit später kam Sänger Jeppe Lerjerud zur Besetzung und die Band nannte sich in Disfear um. Im Jahr 1992 begab sich die Band in die Sunlight Studios mit Produzent Tomas Skogsberg, um ihre erste selbstbetitelte Single aufzunehmen. Ein Jahr später folgte mit A Brutal Sight of War die erste EP, ehe sie sich 1993 vorerst auflöste. Ende 1994 fand die Band wieder zusammen, wobei Jallo Lehto als neuer Schlagzeuger vertreten war. Über Distortion Records erschien ein Jahr später das Album Soul Scars. Der Veröffentlichung folgte eine Tournee durch Schweden. Danach spielte sie Konzerte in England zusammen mit Doom. Im Anschluss spielte die Band weitere Konzerte in Schweden zusammen mit Breach, Raised Fist, Monster und Legal Weapon. Währenddessen verließ Schlagzeuger Lehto die Band wieder und wurde durch Robin Wiberg ersetzt. Danach folgte eine Europatournee, wobei sie auch zusammen mit D.R.I. und GBH auftrat. Mit Everyday Slaughter folgte im Jahr 1997 über Osmose Productions das nächste Album. Der Veröffentlichung folgte eine Tournee durch Schweden zusammen mit Gehennah. Zusammen mit Dismember folgte eine weitere Tournee durch Europa, ehe im März 1998 Sänger Lerjerud die Band verließ. Als Ersatz kam Tomas „Tompa“ Lindberg (ex-Grotesque, ex-At the Gates, Nightrage, Lock Up, The Great Deceiver) zur Band. Mit Marcus Andersson kam zudem ein neuer Schlagzeuger zur Besetzung. Nachdem die Band ihren Vertrag mit Osmose Productions aufgelöst hatte, arbeitete sie an neuen Lieder. Daraufhin wurde es still um die Band, ehe im August 2003 das Album Misanthropic Generation erschien. Der Veröffentlichung folgte eine Tournee zusammen mit Entombed und Nine. Für eine weitere Tournee gegen Ende des Jahres kam Entombed-Gitarrist Uffe Cederlund zur Besetzung. Weitere Mitglieder der Band waren Gitarrist Björn Peterson, Bassist Henke Frykman und Schlagzeuger Marcus Andersson.  Im März 2005 hielt die Band zusammen mit Rotten Sound eine Tournee durch Skandinavien ab und nahmen im selben Jahr mit Zeke eine Split-Veröffentlichung auf. Danach schloss sich eine Tournee durch Nordamerika an, zusammen mit Phobia, Strong Intention und 9 Shocks Terror. Danach einer kurzen Pause, begab sich die Band im August 2007 wieder ins Studio. Converge-Gitarrist Kurt Ballou war dabei als Produzent tätig. Mitte Januar 2008 folgte das Album Live the Storm.
Der ehemalige Bassist Henke Frykman starb 2011 an Krebs.

## Stil
Die Band wurde in ihren Anfangstagen stark durch die Musik von Discharge beeinflusst, worauf auch ihr Name Disfear anspielt. Im weiteren Verlauf der Band wurde die Einflüsse von Death-Metal-Bands wie Entombed stärker. Die Texte sind politischer Natur, wobei vor allem soziale Missstände kritisiert werden.

## Diskografie
als Anti-Bofors
- 1991: Anti-Bofors (EP, No Records)

als Disfear
- 1993: A Brutal Sight of War (EP, Lost & Found Records)
- 1993: Masslakt / The Strike of Mankind  (Split-EP mit Uncurbed, Lost & Found Records)
- 1995: Soul Scars (Distortion Records)
- 1997: Everyday Slaughter (Kron-H Records)
- 2003: Misanthropic Generation (Relapse Records)
- 2003: Powerload (EP, Throne Records)
- 2004: Zeke and Disfear (Split-EP mit Zeke, Relapse Records)
- 2008: Live the Storm (Relapse Records)
- 2008: All Paths Lead To Nothing, There Is Only Death (Split-EP mit Doomriders, Disfear Records)